# 橙灰蝶
橙灰蝶（學名：Lycaena dispar，英文俗名：Large Copper），是屬於灰蝶科灰蝶亞科的一種蝴蝶，是灰蝶屬的一種。廣泛分佈於歐洲，北至芬蘭南部，並橫越至亞洲一帶，模式產地為英格蘭。生境為潮濕的地區。

## 分佈
亞美尼亞、奧地利、阿塞拜疆、白俄羅斯、比利時、保加利亞、捷克共和國、中國（黑龍江、遼寧、陝西、西藏、湖北、四川、新疆、吉林）、愛沙尼亞、芬蘭、法國、格魯吉亞、德國、希臘、匈牙利、意大利、哈薩克斯坦、朝鮮、拉脫維亞、立陶宛、盧森堡、摩爾多瓦、蒙古、黑山、荷蘭、波蘭、羅馬尼亞、俄羅斯聯邦、塞爾維亞、斯洛伐克、瑞士、土耳其、烏克蘭、烏茲別克斯坦。
- 局部地區滅絕：英國

## 外型

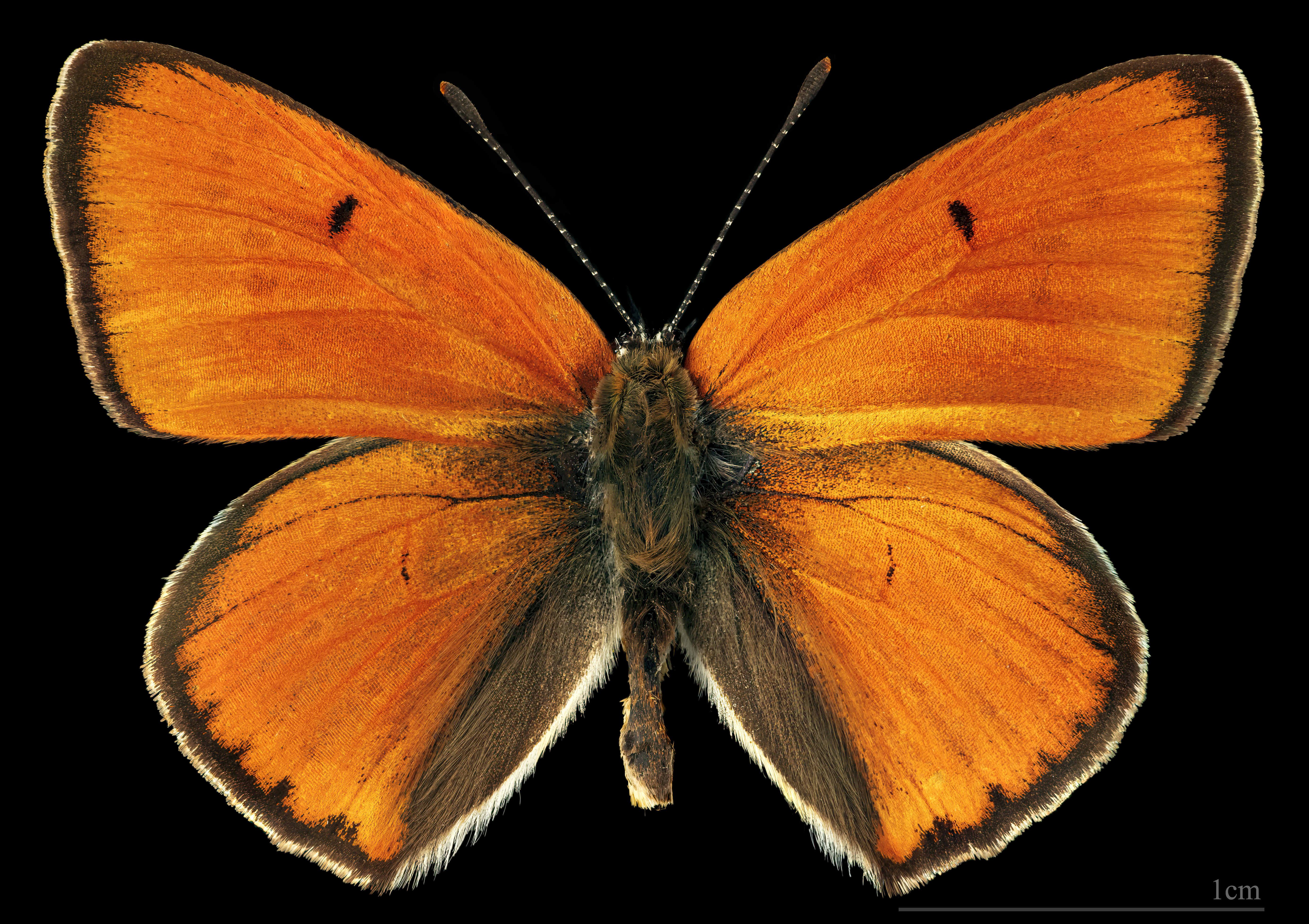
♂
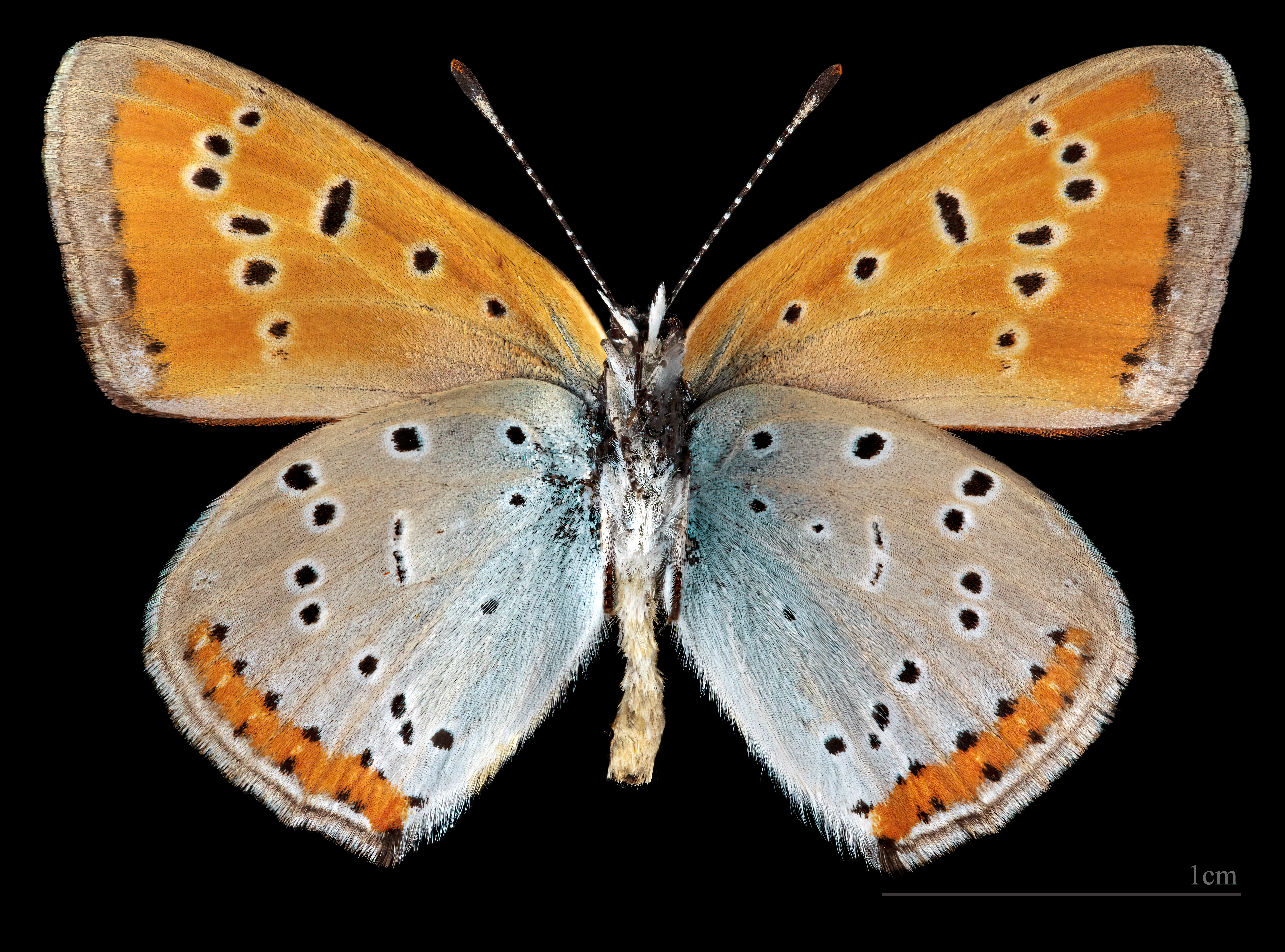
♂ △
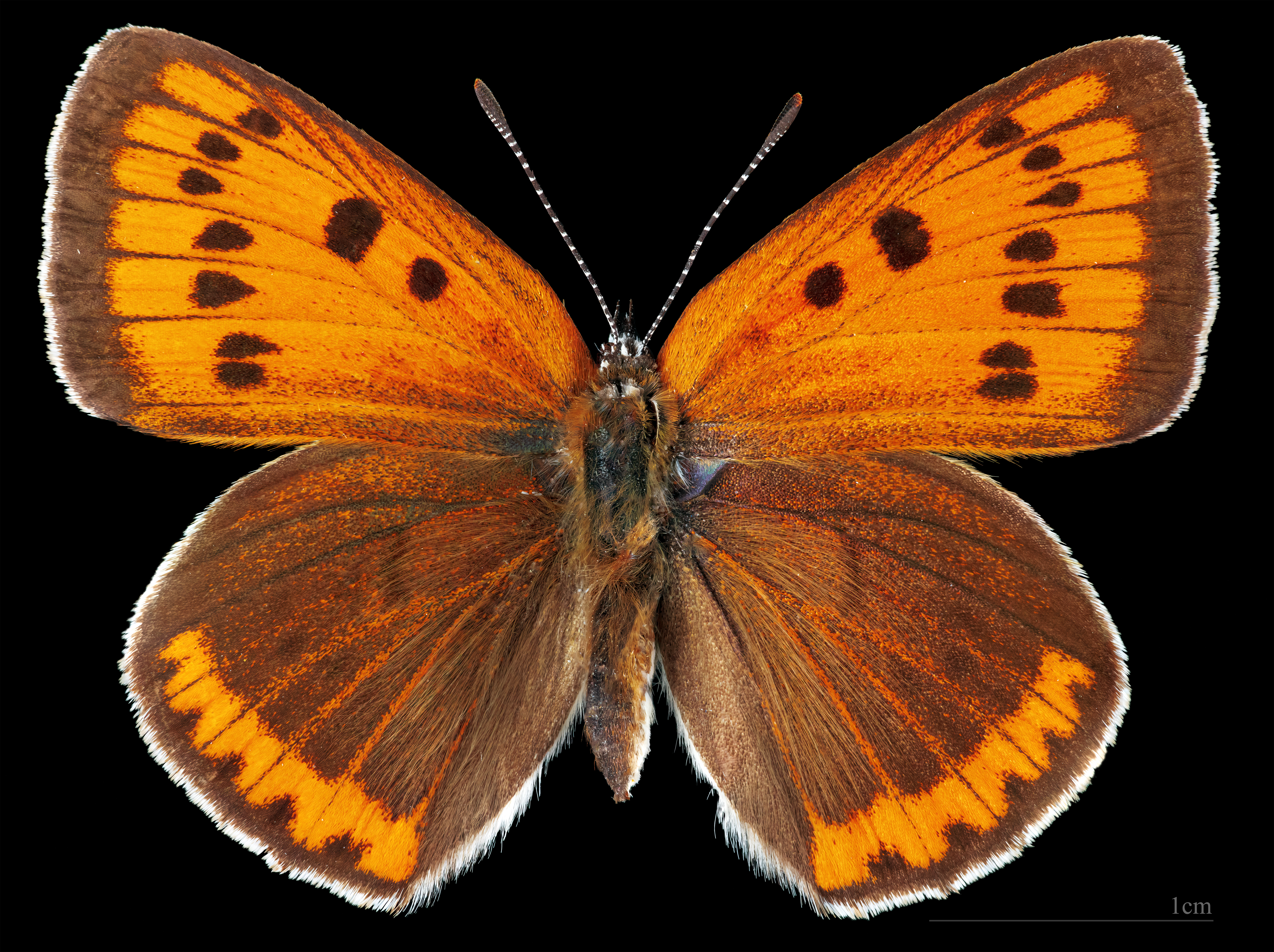
♀
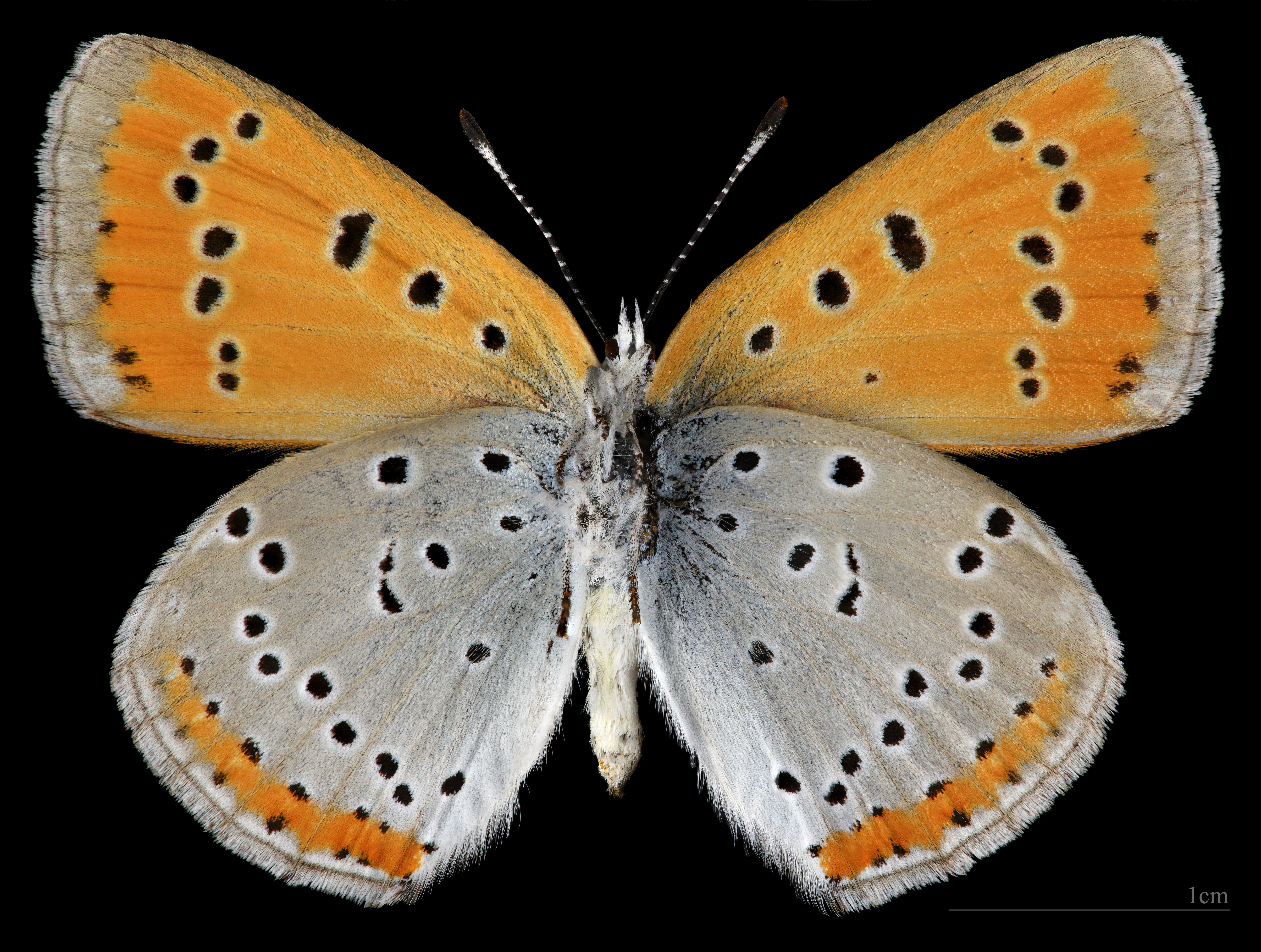
♀ △

兩性異形，雄蝶翅正面為橙黃色或朱紅色，前翅外緣有窄的黑色帶，後翅外緣黑帶與內側的黑點癒合。雌蝶翅正面近似紅灰蝶，但前翅的亞緣黑點列整齊。雄蝶翅腹面，前翅淡黃色，前緣和外緣灰色，亞緣有2列整齊的黑斑，中室從部、中部和端部各有1個黑點；後翅灰褐色，基部藍灰色，除橙黃色亞緣帶外，有3列整齊的黑點，內列頂端2個斑排列不齊，基部有5個黑點。雌蝶斑紋排列與雄蝶相同，3列亞緣黑點整齊。

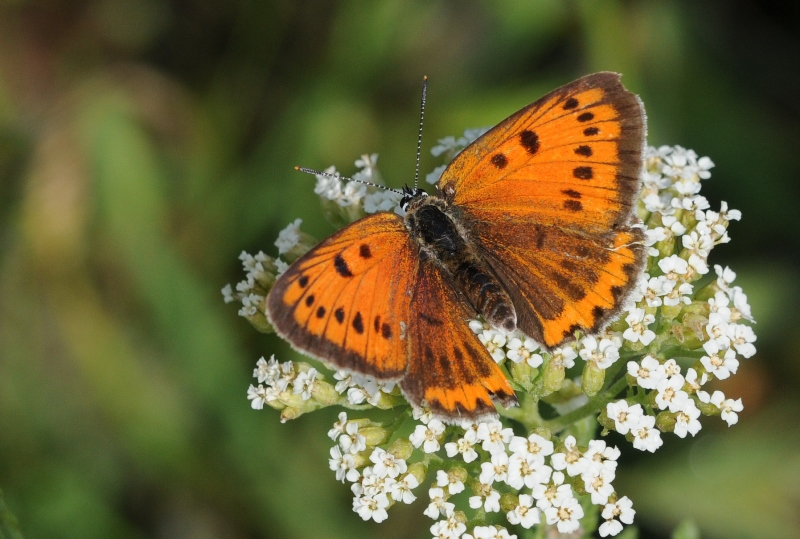
雌蝶正面
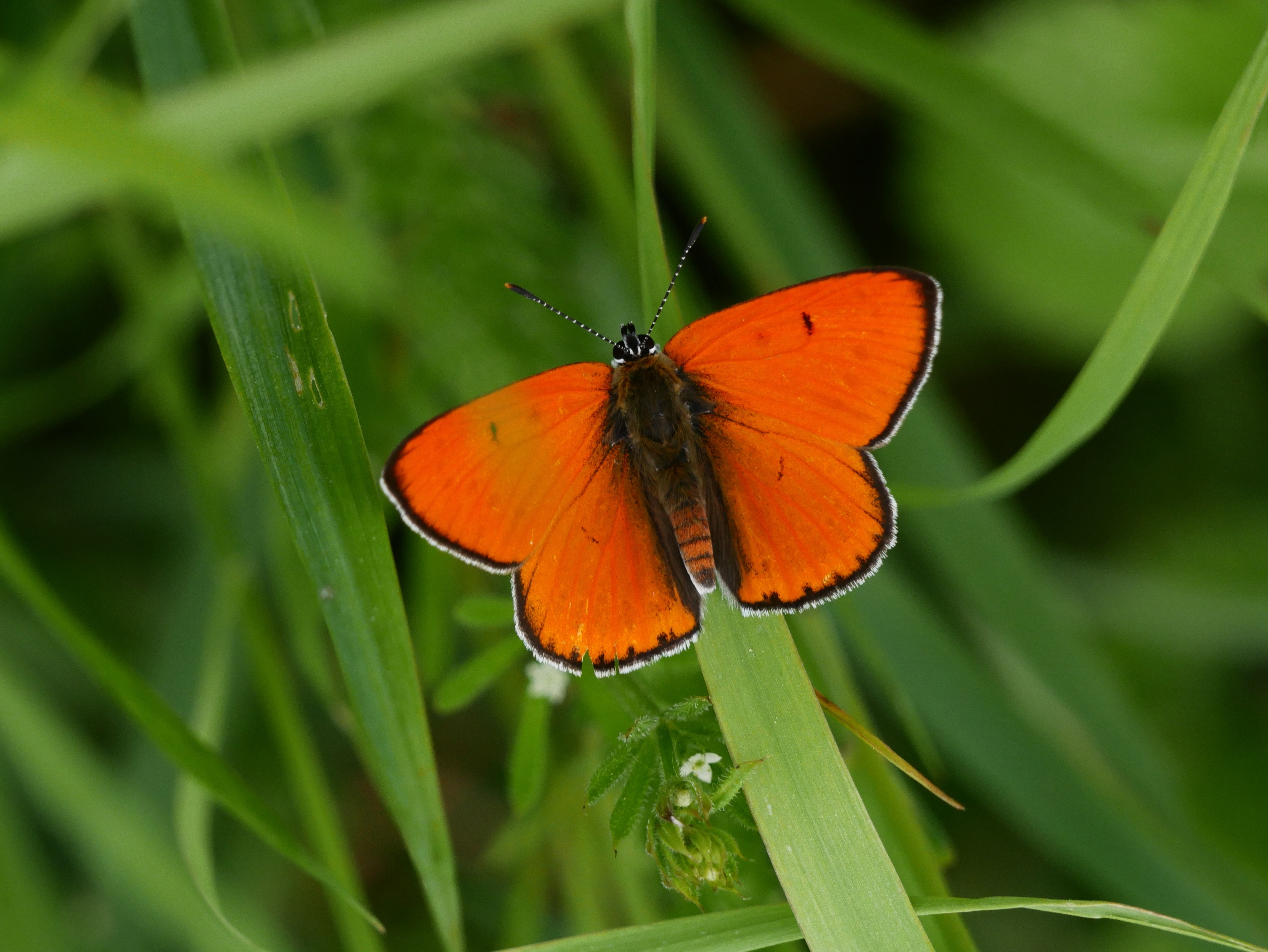
雄蝶正面

## 寄主
幼蟲的寄主皆屬蓼科酸模屬物種，包括：
- 酸模 （Rumex acetosa）
- 水生酸模（R. aquaticus）
- 密生酸模（R. confertus）
- R. hydrolapathum（英语：R. hydrolapathum）

## 亞種
- L. d. dispar

－ 指名亞種，分佈於英格蘭（絕滅）
- L. d. rutila (Werneburg, 1864)

－ 分佈於歐洲、高加索山脈、南高加索、天山山脈西及北部、阿拉套山及吉薩爾山脈
- L. d. festiva (Krulikovsky, 1909)

－ 分佈於俄羅斯烏拉山脈及西伯利亞西部
- L. d. dahurica (Graeser, 1888)

－ 分佈於外貝加爾山脈及俄羅斯阿穆爾州西部
- L. d. aurata Leech, 1887

－ 華中亞種，分佈於西伯利亞中部、阿穆爾州東部、烏蘇里江一帶及中國（湖北、四川、新疆）
- - L .d. borodowskyi 被視為異名，又名為東北亞種，分佈於 中國黑龍江及吉林[3]

## 腳註
1. 1 2  Gimenez Dixon, M. 1996. Lycaena dispar. The IUCN Red List of Threatened Species 1996: e.T12433A3347854. link
2. ↑  Haworth, 1802; Prodr. Lep. Brit.: 3, nota
3. 1 2  Chou, 1994. Monografia Rhopalocerorum Sinensium 2: 663
4. ↑  Seppänen, 1970. Suomen suurperhostoukkien ravintokasvit Animalia Fennica 14
5. ↑  Korshunov & Gorbunov. Butterflies of the Asian part of Russia; English translation by Oleg Kosterin （页面存档备份，存于）; [Dnevnye babochki aziatskoi chasti Rossii. Spravochnik], #346
6. ↑  Tuzov, Bogdanov, Churkin, Devyatkin, Dantchenko, Murzin, Samodurov, Zhdanko, 2000 Guide to the Butterflies of Russia and adjacent territories: Libytheidae, Danaidae, Nymphalidae, Riodinidae, Lycaenidae Butts. Russia adj. terr. 2:  125, pl. 58, f. 7-12
7. ↑  (Werneburg, 1864) (Papilio); Beir. zur Schmet. (1): 391
8. ↑  Krulikovsky, 1909. [russian] Rev. russ. ent. 9 (3) : 300
9. ↑  Graeser, 1888. Beiträge zur Kenntnis der Lepidopteren-Fauna des Amurlandes Berl. Ent. Zs. 32 (1): 75
10. ↑  Leech, 1887. On the Lepidoptera of Japan and Corea, Pt I. Rhopalocera Proc. zool. Soc. Lond. 1887 : 414, pl. 35, f. 3

## 外部連結
- 维基共享资源上的相關多媒體資源：橙灰蝶
- 維基物種上的相關：橙灰蝶
- Lycaena dispar （页面存档备份，存于） - Catalogue of Life （英文）
- Lycaena dispar （页面存档备份，存于） - funet.fi